# 鲁埃温
鲁埃温（羅曼什語發音：[ʁu̯ɛʊ̯n] ⓘ）是瑞士格勞賓登州的一个旧市镇，位於該國東部，面積11.58平方公里，海拔高度788米，2011年人口414，七成居民使用羅曼什語，人口密度每平方公里36人。